# Aeropuerto de Tongoy
El Aeropuerto de Tongoy es un proyecto de un nuevo aeropuerto para la Región de Coquimbo, Chile, que se emplazaría en una zona de Tongoy, en la comuna de Coquimbo, reemplazando al Aeródromo La Florida, en actual operación y que se encuentra ubicado en la comuna de La Serena.
La iniciativa, que contemplaría la construcción de una pista y de un edificio terminal de pasajeros, para vuelos nacionales e internacionales, ha tenido férreos defensores y opositores, desde que comenzó a discutirse públicamente, el año 2000, siendo postergada en varias ocasiones. En el año 2009 se realizaron algunas expropiaciones de terrenos para emplazar el aeropuerto, sin embargo, hasta la fecha (2019), no se ha iniciado su construcción.

## Historia
Esta iniciativa se remonta, en forma concreta, al año 2000, cuando se dio a conocer un informe técnico de la Dirección General de Aeronáutica Civil manifestando la factibilidad de emplazar un aeropuerto en Tongoy y que el Aeródromo La Florida no cumplía "con las condiciones de seguridad deseables, para un emplazamiento de esta naturaleza".
El año 2003, durante el gobierno del presidente Ricardo Lagos, este proyecto fue declarado como una de las Obras Bicentenario, de modo tal que debía estar concluido para el año 2010. Entonces se indicó que el Ministerio de Hacienda había autorizado la adquisición de los terrenos necesarios y, además, el pago de la indemnización a los concesionarios del aeródromo La Florida.
Tras lo anterior, la municipalidad de La Serena inició una campaña en contra del proyecto de aeropuerto en Tongoy, con la leyenda «que no nos corten las alas», con el apoyo de la alcaldesa Adriana Peñafiel (RN) y la totalidad del concejo municipal. También se manifestaron en contra de este proyecto, planteando la existencia de supuestas irregularidades, el diputado Darío Molina (RN) y la senadora Evelyn Matthei (UDI).
La municipalidad de La Serena decidió culminar la campaña a favor del aeródromo La Florida, el día 3 de julio de 2003, con una caravana con 52 buses transportando a cerca de 2.000 serenenses a la ciudad Santiago, con la intención de manifestarle al propio presidente Lagos, a través de 40 mil firmas reunidas, que La Serena no deseaba que su aeródromo desapareciera; al arribar a Santiago, las autoridades de La Serena se reunieron con ministro de Obras Públicas Javier Etcheberry. El proyecto continuó en curso, y al mes siguiente, comenzó a realizarse el estudio de impacto ambiental, que posteriormente fue aprobado por la CONAMA.
A fines del año 2008, durante el primer gobierno de la presidenta Michelle Bachelet, se informó la asignación de los recursos necesarios para la construcción del aeropuerto en Tongoy, anunciándose una inversión por más de US$50 millones, a partir del año 2009. En esa época, el proyecto contemplaba la construcción de una pista de 2.440 metros de largo por 45 metros de ancho y un edificio terminal de pasajeros de 4.200 m², y se pretendía ejecutar las obras entre 2010 y 2011, a fin de inaugurarlas el año 2012. El argumento sostenido entonces por el MOP, para privilegiar el proyecto en Tongoy, fue el crecimiento urbano de La Serena, en torno al aeropuerto La Florida, la contaminación acústica y las cancelaciones de vuelos por razones climáticas.
El año 2009, se iniciaron las expropiaciones de los terrenos para emplazar el aeropuerto, los cuales eran principalmente propiedad de la inmobiliaria Puerto Velero, y el ministro de Obras Públicas Sergio Bitar anunció que el aeropuerto de Tongoy estaría operativo el año 2012.
Una vez que asumió el gobierno del presidente Sebastián Piñera, se dio a conocer que el aeropuerto de Tongoy no estaba incluido en su cartera de proyectos, como consecuencia de la reconstrucción a iniciarse, tras el terremoto que afectó al país el año 2010; en su reemplazo, incluía la relicitación del aeródromo La Florida por ocho años y un monto estipulado de 15 millones de dólares, fijándose el 2020 como el año de cierre de esas instalaciones. A su vez, se fijó un cronograma que indicaba que el nuevo terminal sería licitado en 2016, en 2017 se haría el desarrollo de la ingeniería definitiva y entre 2018 y 2019 se realizarían las obras para que en 2020 estuviese operativo.
Durante el segundo gobierno de Michelle Bachelet, en el año 2014, diversas autoridades regionales de la Nueva Mayoría han postulado que se ha hecho urgente retomar el proyecto del aeropuerto de Tongoy, ya que existirían razones técnicas para hacerlo, específicamente de seguridad y eficiencia en relación con el aeródromo La Florida. Igualmente, los alcaldes de las comunas de Ovalle y Andacollo han comprometido su respaldo a esta obra. Sin embargo, el ministro de Obras Públicas Alberto Undurraga afirmó, en marzo de 2014, que "el aeropuerto no está en la agenda inmediata del Gobierno, por cuanto se amplió la concesión del aeropuerto existente", y la seremi de Obras Públicas Mirtha Meléndez reiteró, en mayo de 2014, que se respetará la actual concesión del aeródromo La Florida vigente hasta 2022; además, la intendenta Hanne Utreras señaló que "en el periodo de Sebastián Piñera se amplió la concesión del actual recinto hasta 2020, por lo tanto, a principios del 2018, sí o sí, se debe estar llamando a la licitación del recinto en Tongoy, lo cual sin dudas es muy necesario para la región".

## Controversia
Se afirma que este proyecto es resistido por las líneas aéreas que operan en el Aeropuerto La Florida, específicamente, por los directivos de LAN que indicaron que la nueva ubicación en Tongoy no sería rentable para la empresa debido a la distancia del aeropuerto con los grandes centros urbanos produciría una drástica disminución de los vuelos y la posterior preferencia de los usuarios por otros medios de transporte más económicos y expeditos.[cita requerida] Se desconoce además el beneficio real que tendrá este equipamiento en la calidad de vida de los habitantes de Tongoy y Guanaqueros, localidades en que se aprecia la mayoría de sus calles sin pavimentación y carente de servicios e infraestructura para sus habitantes.
Se ha señalado que este proyecto tendría un trasfondo político,[cita requerida] el de subsanar más de 30 años de abandono de Tongoy por parte de la municipalidad de Coquimbo, desde que la localidad pasó a ser parte de esa comuna en 1979, lo que ha conllevado en muchos casos que la mayoría de su juventud emigre a otras ciudades luego de terminar sus estudios secundarios, aprovechando la buena relación de las autoridades de la municipalidad de Coquimbo con el gobierno de la presidenta Michelle Bachelet. También se ha señalado que el Partido Demócrata Cristiano tendría intereses involucrados en la construcción del aeropuerto, pues en 2003 la senadora Evelyn Matthei (UDI) denunció la eventual existencia de vinculaciones entre la Inmobiliaria Puerto Velero y este conglomerado, retractándose rápidamente; en 2014, el consejero regional Marcelo Castagneto (RN) volvió a plantear este asunto, expresando que le parecía "curioso que cierto sector de la Nueva Mayoría, siempre la misma, la democracia cristiana, insista tanto en este tema. Nosotros hemos conversado con otras personas de ese sector y no piensan en esa línea".
La senadora Evelyn Matthei sostuvo en el 2010 que el gasto para financiar la construcción del aeropuerto en Tongoy, unos US$ 40 millones, significaría un despilfarro de dineros del estado, existiendo otras obras públicas más importantes, pues aquel solo beneficiaría a la élite, en alusión a quienes concurren a los balnearios de Las Tacas y Puerto Velero.
Ha sido mencionado por distintas autoridades que el aeropuerto La Florida no necesita ser ampliado;[cita requerida] su principal desventaja es la de no contar con el sistema ILS que permitan aterrizajes con escasa visibilidad. En 2012, entre el mes de febrero y hasta fines del mes de septiembre, según lo informado Dirección General de Aeronáutica de Chile, 92 vuelos fueron cancelados en el aeropuerto La Florida por razones climáticas, de un total anual de 16 272 operaciones efectuadas de aeronaves (aterrizajes y despegues), e involucraron a las aerolíneas LAN, Sky Airline, Barrick y Aerocardal; la mayor parte de esos vuelos cancelados fueron de Sky, por no contar con el sistema de navegación RNAV; además, en 28 oportunidades el aeropuerto estuvo cerrado para todo tipo de aviones y solo en operación para helicópteros, y en 27 casos no se permitió ningún tipo de operaciones, tanto salidas como llegadas.
En 2014, el consejero regional Marcelo Castagneto, opositor al proyecto, afirmó que "la cantidad de vuelos que se suspenden en relación a los vuelos totales no alcanzan a ser el 1% y esta cifra ha ido disminuyendo en los últimos años, debido a que ha habido mejoramientos en el tema tecnológico”, cifra que coincide con los datos de la Dirección General de Aeronáutica, la cual informó que en el año 2013 solo hubo 47 operaciones frustradas, equivalentes al 1% del total de los vuelos de ese año. Sin embargo, anualmente, se reaviva la polémica cuando por razones climáticas deben cancelarse vuelos en el aeropuerto La Florida.
En marzo de 2014, la intendenta Hanne Utreras afirmó que su construcción es necesaria para conseguir el desarrollo de la región y que, además, sería un otro factor propicio para la concreción del corredor bioceánico, a través del Túnel de Agua Negra, y el diputado Raúl Saldivar (PS) indicó que "como alcalde defendí el aeropuerto de La Serena y siempre sostuve, si se agotaran las medidas o los estudios, los análisis que den cuenta que es imposible que en La Serena el actual aeropuerto continuara operando, no se podría uno cerrar ante esa realidad", aunque su deseo íntimo es que siga aún en La Serena. En mayo del mismo año, el subsecretario de Desarrollo Regional Ricardo Cifuentes (DC) expresó que es un firme defensor del proyecto de aeropuerto de Tongoy, agregando que "Cuando uno viaja por Chile se da cuenta de que poseemos un aeropuertito", y la seremi de Obras Públicas Mirtha Meléndez señaló que "no es cuestionable que la Región de Coquimbo necesita un aeropuerto con un estándar internacional, donde no existan los problemas de cancelación de vuelos producto de condiciones meteorológicas, independiente de si esto es en Tongoy o La Serena, y ese es un trabajo que debemos desarrollar en conjunto como región".
Una encuesta efectuada por el diario El Día en su sitio web, en mayo de 2014, arrojó que un 54,4% de los usuarios se mostró partidario del proyecto mientras que un 45,6% se manifestó en desacuerdo. Por el contrario, una encuesta realizada por el centro de estudios Avanza Región en mayo de 2014 arrojó que alrededor del 50% de los encuestados considera que es más prioritaria la ampliación del puerto de Coquimbo o la construcción del túnel en el paso de Agua Negra por sobre la concreción de un aeropuerto en Tongoy.